# Leonel Moreira
Leonel Gerardo Moreira Ledezma (* 4. April 1990 in Heredia) ist ein costa-ricanischer Fußballtorhüter.

## Karriere

### Klub
Er begann seine Karriere in seiner Heimat beim CS Herediano, wo er Anfang 2010 von der U20 fest in die erste Mannschaft wechselte. Nach neun unterbrechungsfreien Jahren und fünf Meistertiteln im Winter, einem im Sommer sowie einem CONCACAF-League-Gewinn wurde er schließlich zum Jahresstart 2019 erst für ein halbes Jahr nach Mexiko zum CF Pachuca verliehen und im folgenden Sommer erfolgte dann auch der komplette Wechsel. Hier wurde er aber direkt wieder verliehen und spielte somit erst einmal ein paar Monate beim bolivianischen Club Bolívar. Nach seiner Rückkehr im Januar 2020 erfolgte prompt die nächste Leihe zurück in sein Heimatland zu LD Alajuelense, hierhin wechselte er dann im Sommer 2021 auch fest. Hier gewann er seitdem einmal die Meisterschaft im Winter, einmal erneut die CONCACAF League und wurde zum Spieler der Saison gekürt.

### Nationalmannschaft
Sein erster bekannter Einsatz für die Nationalmannschaft ist die 0:1-Niederlage in der Gruppenphase der Copa América 2011 gegen Kolumbien am 2. Juli 2011. Auch in den beiden folgenden Spielen der Copa hütete er den Kasten der Mannschaft. Danach folgten in den nächsten Jahren nur noch sporadische Einsätze bei Freundschaftsspielen. Bei der Qualifikation zum Gold Cup 2017 kam er dann noch gegen Belize zum Einsatz. Auch bei der Weltmeisterschaft 2018 war er Teil des Kaders, erhielt jedoch hinter Keylor Navas keinerlei Einsatzzeit.
Sein erstes richtiges Turnier mit mehr Einsätzen war dann erst der Gold Cup 2019, wo er es mit seiner Mannschaft bis ins Viertelfinale schaffte und in jeder Partie den Kasten hütete. Bei der CONCACAF Nations League 2019–21, bekam er Einsätze in den beiden Spielen der Finalrunde und auch beim Gold Cup 2021 kam er in zwei der Gruppenspiele zum Zug. Zuletzt wurde er in ein paar Qualifikationsspielen für die Weltmeisterschaft 2022 eingesetzt.